# Xiphonychidion caeruleipenne
Xiphonychidion caeruleipenne är en stekelart som först beskrevs av Brulle 1846.  Xiphonychidion caeruleipenne ingår i släktet Xiphonychidion och familjen brokparasitsteklar. Inga underarter finns listade i Catalogue of Life.